# I Hear a Symphony
I Hear a Symphony är en soulpoplåt skriven av trion Holland-Dozier-Holland och lanserad som singel av The Supremes sent 1965. Det blev gruppens sjätte listetta i USA. Låten namngav även ett av gruppens album. 
Gruppens föregående singel "Nothing but Heartaches" hade jämfört med gruppens tidigare fem singlar som alla blev listettor i USA inte lyckats upprepa framgången och på Motown beslutade man därför att tänka i nya banor vad gällde musikarrangemang som varit mycket lika på dessa tidigare låtar. "I Hear a Symphony" hade också en mer komplex musikuppbyggnad och en mer positiv text än "Nothing but Heartaches".

## Listplaceringar
- Billboard Hot 100, USA: #1[1]
- Billboard R&B Singles: #2
- UK Singles Chart, Storbritannien: #39[2]